# Симфонический оркестр Лодзинской филармонии имени Артура Рубинштейна
Симфонический оркестр Лодзинской филармонии имени Артура Рубинштейна (пол. Orkiestra Symfoniczna Filharmonii Łódzkiej im. Artura Rubinsteina) — польский симфонический оркестр, базирующийся в Лодзи.

## История
Оркестр был основан в Лодзи в 1915 году и дал первый концерт 17 февраля в Большом театре Лодзи. В концерте участвовали 60 исполнителей, в их числе были молодые Александр Тансман и Пауль Клецки. Сбор от концерта поступил в пользу безработных музыкантов. В последующие годы оркестр выступал в помещении концертного зала Фогля, а репетировал некоторое время в помещении еврейского певческого общества «Хазомир». С 1921 г. коллектив назывался Лодзинским филармоническим оркестром (пол. Łódzka Orkiestra Filharmoniczna). В межвоенный период за пульт оркестра становились видные польские дирижёры Валериан Бердяев, Гжегож Фительберг, Эмиль Млынарский, Здзислав Бирнбаум, в 1924 г. оркестром дирижировал Герман Абендрот проездом через Лодзь на гастроли в СССР.
После Второй мировой войны оркестр в 1949 году вошёл в состав Лодзинской государственной филармонии, которой в 1984 году было присвоено имя Артура Рубинштейна. В 1990 году в связи с обветшанием выделенного филармонии здания оркестр переехал на новую временную площадку; в 2004 году на прежнем месте открылось полностью перестроенное здание концертного зала. В 2005 и 2015 гг. оркестр торжественно отметил юбилейные даты.
Среди записей, осуществлённых оркестром, выделяется ряд работ 1990-х гг. под управлением Ильи Ступеля (в частности, комплект из всех симфоний Руда Ланггора). Из более поздних записей резонанс вызвал альбом сочинений Витольда Лютославского для голоса с оркестром (2013).

## Руководители оркестра
- Тадеуш Мазуркевич (1915—1916)
- Бронислав Шульц (1916—1918)
- Теодор Рыдер (1919—1939)
- Здзислав Гужиньский (1945—1948)
- Влодзимеж Ормицкий (1948—1950)
- Богдан Водичко (1950—1951)
- Витольд Кшеменьский (1953—1957)
- Генрик Чиж (1957—1960)
- Стефан Марчик (1960—1971)
- Генрик Чиж (1972—1980)
- Анджей Марковский (1982—1986)
- Томаш Бугай (1987—1990)
- Илья Ступель (1990—1995)
- Павел Пшитоцкий (1995—1997)
- Марек Пияровский (2002—2005)
- Даниил Райскин (2008—2015)
- Павел Пшитоцкий (с 2017 года)